# Zsolt Wintermantel
Dans le nom hongrois Wintermantel Zsolt, le nom de famille précède le prénom, mais cet article utilise l’ordre habituel en français Zsolt Wintermantel, où le prénom précède le nom.
Zsolt Wintermantel, né le 26 février 1972 à Budapest, est un homme politique hongrois, député-bourgmestre du 4e arrondissement de Budapest depuis 2010, membre du Fidesz-MPSz. 